# آرثر لونجو (لاعب كرة قدم)
آرثر لونجو (بالإنجليزية: Arthur Lungu)‏ هو لاعب كرة قدم زامبي في مركز الوسط، ولد في 13 أبريل 1976 في زامبيا. لعب مع نادي زاناكو.

## وصلات خارجية
- آرثر لونجو (لاعب كرة قدم) على موقع قاعدة بيانات كرة القدم.إي يو (الإنجليزية)
- آرثر لونجو (لاعب كرة قدم) على موقع ناشيونال فوتبول تيمز (الإنجليزية)